# Enfant terrible
Вираз «enfant terrible» (українською читається як «анфан террібль») походить з французької мови й буквально перекладається «жахлива дитина», що означає «сімейний або буржуазний терор». У повсякденній мові його використовують у втішно-іронічній манері для опису аутсайдерів або ексцентриків, які виділяються нетрадиційними або нестриманими діями й ставлять інших у незручне становище.
Точний час, коли вираз почали використовувати в цьому значенні, залишається невизначеним. Георг Бюхманн припустив, що він «ймовірно, поширився завдяки тому, що карикатурист Поль Гаварні [...] дав одній зі своїх коміксів назву «Les enfants terribles» (Жахливі діти)». Вираз набув подальшої популярності у 20 столітті завдяки роману французького сюрреаліста Жана Кокто «Діти ночі», опублікованому в 1929 році.

## Використання терміна
Термін «enfant terrible» майже завжди використовується у зв'язку з однією або кількома особами, часто у сферах мистецтва, культури, моди та спорту, а іноді як окремий ярлик. Зазвичай термін характеризує специфічну, часто провокаційну поведінку, яку демонструє описувана особа.